# Список умерших в 1087 году

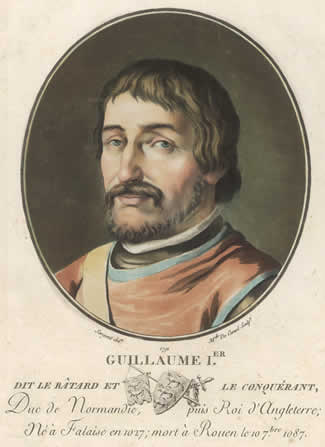
Вильгельм I Завоеватель

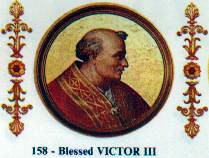
Виктор III

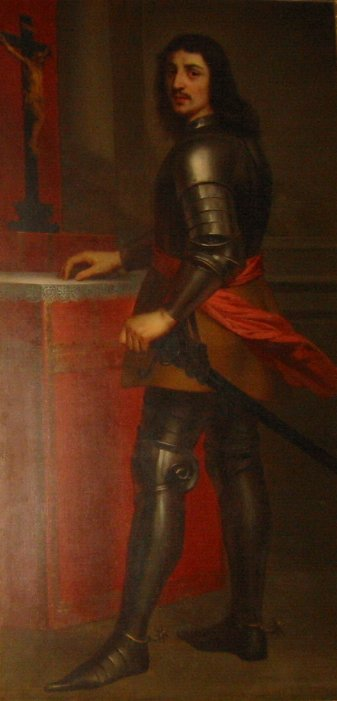
Гильом (Вильгельм) I Великий

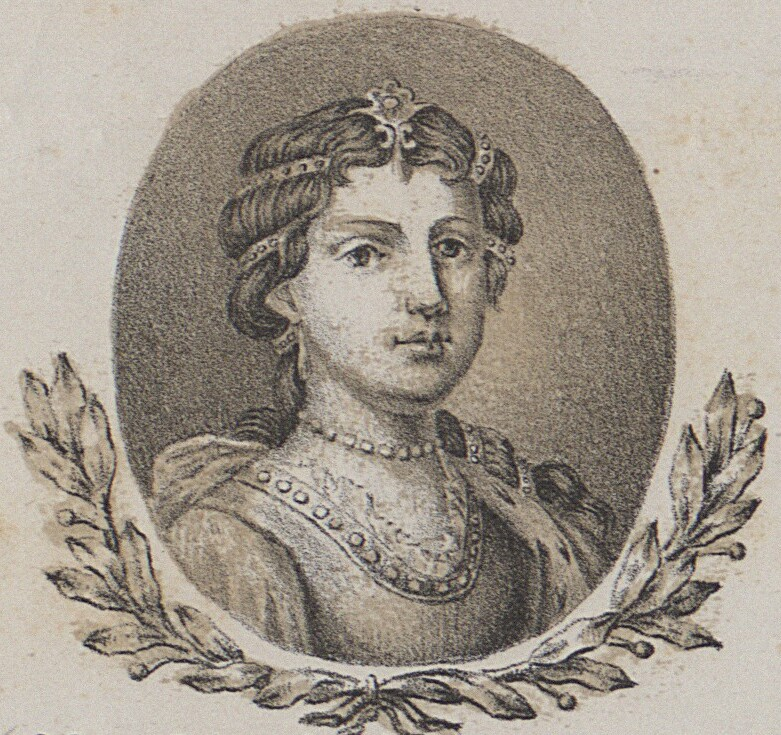
Мария Добронега

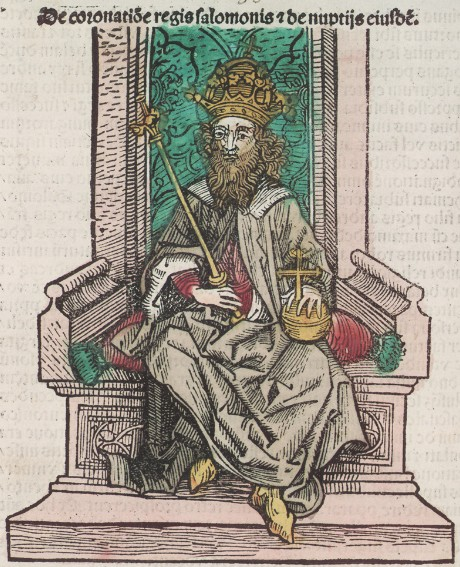
Шаламон

В этой статье представлен список известных людей, умерших в 1087 году.
См. также: Категория:Умершие в 1087 году

## Март
- Шаламон — король Венгрии (1063—1074).

## Июнь
- 27 июня — Генрих I фон Штаде — маркграф Северной марки (с 1082).

## Июль
- 9 июля — Ота (Оттон) I Красивый — князь в Моравии (1054—1057), князь Оломоуцкий (1061—1087), родоначальник оломоуцкой линии Пржемысловичей

## Сентябрь
- 9 сентября — Вильгельм I Завоеватель — герцог Нормандии с 1035 года, король Англии с 1066 года.
- 25 сентября — Симон I — синьор де Монфор (1053—1087)
- 26 сентября — Виктор III — папа римский (1086—1087), святой Римско-католической церкви.

## Ноябрь
- 12 ноября — Гильом (Вильгельм) I Великий — пфальцграф Бургундии с 1057 года, граф Макона (1078—1085)

## Декабрь
- 13 декабря — Мария Добронега — княгиня-консорт Польши (1042—1058), жена князя Казимира I Восстановителя.
- 27 декабря — Берта Савойская — королева-консорт Германии (1066—1087), императрица-консорт Священной Римской империи (1084—1087), жена Генриха IV.

## Дата неизвестна или требует уточнения
- Абу Бекр ибн Омар — военный руководитель союза альморамидов (1056—1087)
- Асма бинт Шихаб — королева Йемена.
- Аэд Уа Руайрк[англ.] — король Коннахта (1067—1087)
- Абд аль-Джалиль ибн Вахбун[англ.] — андалузский поэт. Убит
- Аз-Заркали — западноарабский астроном и математик.
- Блот-Свен — конунг свеев (1084—1087).
- Гийом из Пуатье — нормандский хронист, капеллан Вильгельма Завоевателя, архидиакон Лизьё, автор «Деяний Вильгельма, герцога норманнов и короля англов».
- Константин Африканский — тунисский врач, позднее монах, познакомивший европейцев с арабской медициной
- Лев Диоген — соправитель Византийской империи (1069—1071), военачальник, погиб в битве с печенегами
- Ода Штаденская — немецкая принцесса, вероятно жена великого киевского князя Святослава Ярославича.
- Роджер де Бретёй — англо-нормандский аристократ, 2-й граф Херефорд (1071—1075).
- Сельво, Доменико — венецианский дож (1071—1084)
- Фульк I — граф Ангулемский (1048—1087)
- Хызр-хан — хан Западного Караханидского каганата (1080—1087)
- Эрембурга де Мортен — графиня-консорт Сицилии (1077—1087), вторая жена Рожера I